# Obaga Gran (Merea)
L'Obaga Gran és una obaga del municipi de Gavet de la Conca, al Pallars Jussà, dins de l'àmbit del poble de Merea. És al nord-est del santuari de la Mare de Déu de Bonrepòs i al sud-oest del poble de Merea, a llevant del Mas de Guillem. És al costat dret del barranc de la Creueta i del riu de Conques, al vessant septentrional del Serrat Gros.